# Радим Фіала
Радим Фіала (нар. 29 липня 1969) — чеський політик і бізнесмен з Простейова. З 2006 по 2013 рік був членом Палати депутатів Парламенту Чехії, обраний кандидатом від Громадянської демократичної партії (ODS). Він залишив ODS у 2012 році та приєднався до Úsvit – Národní Koalice. Він залишив цю партію у 2013 році та став співзасновником Svoboda a přímá demokracie.  

## Життєпис
Радим Фіала закінчив середню школу в Кромержижі та Університет Менделя в Брно. Він працював у Agrostroja Prostějov, а з 1993 року займається бізнесом у сфері безпеки та захисту людей і власності.  З 2009 року він працює керівником охоронної компанії IF KINGS Security та типографської компанії Studio PN Prostějov.

## Політична діяльність
На муніципальних виборах 2002 року у Чехії він був обраний до міської ради Простейова від ODS. Він також балотувався на посаду на муніципальних виборах 2006 року, але не пройшов і був переобраний до місцевої ради на муніципальних виборах 2010 року. У 2002 році представлявся як підприємець, пізніше, у 2006 та 2010 роках – як депутат. Він також був членом міської ради Простейова  та головою міського фінансового комітету. 
На регіональних виборах 2016 року балотувався на посаду губернатора як лідер спільного кандидата від Svoboda a přímá demokracie і Strana Práv Občanů ZEMANOVCI в Оломоуцькому краї.  Він набрав 2929 преференційних голосів, захистивши таким чином мандат депутата.
На регіональних виборах 2020 року був кандидатом від Svoboda a přímá demokracie в Оломоуцькому краї, зумів захистити мандат регіонального представника.